# Tatjana-Komitee
Das Tatjana-Komitee (russ.: Tat’janinskij Komitet; vollständige Bezeichnung: Komitet Eë Imperatorskogo Vysočestva Velikoj knjažny Tat’jany Nikolaevny dlja okazanija vremennoj pomošči postradavšim ot voennych bedstvij, „Komitee Ihrer Kaiserlichen Hoheit Großfürstin Tatjana Nikolajewna zur vorübergehenden Unterstützung der Kriegsgeschädigten“), benannt nach seiner Ehrenvorsitzenden, der russischen Großfürstin Tatjana Nikolajewna Romanowa (1897–1918), war die größte russische Hilfsorganisation für Kriegsflüchtlinge und -geschädigte während des Ersten Weltkriegs.

## Geschichte und Organisationsstruktur
Nachdem sich als Folge der deutschen Offensiven bereits im Herbst 1914 ein erster Flüchtlingstreck aus den russischen Westgebieten ins Landesinnere ergoss, unterzeichnete Zar Nikolaus II. (reg. 1894–1918) am 14. September 1914 ein Reglement zur Unterstützung der Kriegsflüchtlinge mittels einer eigens dafür geschaffenen organisatorischen Plattform. Den Vorsitz des zu diesem Zweck geschaffenen Komitees übernahm die zweite Tochter des Zaren, Großfürstin Tatjana, nach der das Komitee auch benannt wurde. Zum Geschäftsführer ernannte man das Reichsratsmitglied Alexej B. Nejdgardt (auch: Neudgard). Weitere Mitglieder waren der russische Außen-, Finanz-, Kriegs- und Verkehrsminister sowie führende Repräsentanten der Wirtschaft und nationaler Minderheiten. Durch diese breite Verankerung in gesellschaftlich führenden Kreisen verfügte das Komitee über ein weit gespanntes Netz örtlicher Zweigstellen auf der Ebene der Gouvernements, Kreise und Bezirke. Um das Komitee stärker im öffentlichen Bewusstsein zu verankern wurde überdies eine eigene Zeitschrift herausgegeben.
In den ersten Monaten seiner Tätigkeit finanzierte sich das Komitee ausschließlich durch öffentliche Spenden, doch reichten diese schon bald nicht mehr aus. Nach den militärischen Rückschlägen der russischen Armee im Jahr 1915, die schließlich zum sogenannten Großen Rückzug und einem gewaltig ansteigenden Flüchtlingsstrom geführt hatten, der mit 1. Jänner 1916 rund 3,3 Millionen Menschen ausmachte, war die Tätigkeit des Komitees nur mehr durch massive staatliche Zuwendungen aufrechtzuerhalten. Diese betrugen bis zum Jahresende 1915 mehr als 15 Millionen Rubel.
Das Komitee setzte seine Tätigkeit auch nach der Entmachtung des Zaren im Zuge der Februarrevolution 1917 fort, war aber in „Allrussisches Komitee zur Unterstützung der Kriegsgeschädigten“ umbenannt worden und fortan der so genannten „Sonderberatung für das Flüchtlingswesen“ innerhalb des russischen Innenministeriums unterstellt. Großfürstin Tatjana war als Folge dieser Änderungen aus dem Komitee ausgeschlossen worden.

## Aufgaben
Die Haupttätigkeit des Komitees bestand in einmaligen Hilfeleistungen für die Kriegsgeschädigten. So half das Komitee bei der Beschaffung von Wohnraum und Arbeitsplätzen, sofern möglich bei der Rückkehr in die Heimatgebiete, es organisierte den Schulunterricht für Flüchtlingskinder, gab Unterstützung bei Schadensersatzansprüchen und bei der Suche nach vermissten Familienangehörigen. Dazu arbeitete das Komitee sehr eng mit den diversen auf nationaler Basis errichteten Flüchtlingsorganisationen innerhalb des Russischen Reiches zusammen. Auf diese Weise konnte bis zum Ende des zaristischen Regimes ein beträchtlicher Beitrag zur Linderung der Not der Kriegsflüchtlinge geleistet werden.